# Estación de Félix Faure
Félix Faure es una estación de la línea 8 del metro de París situada en el XV Distrito de la ciudad. 

## Historia
La estación se inauguró el 27 de julio de 1937 con la prolongación de la línea 8 hacía Balard. 
Debe su nombre a Félix Faure, séptimo Presidente de la República de Francia, más conocido por morir en brazos de su amante el 16 de febrero de 1899 que por su labor política. 

## Descripción
De compone de dos andenes de 105 metros de longitud y de dos vías.
Está diseñada en bóveda elíptica revestida completamente de los clásicos azulejos blancos biselados del metro parisino, con la única excepción del zócalo que es de color marrón.Los paneles publicitarios emplean un fino marco dorado con adornos en la parte superior. 
Su iluminación ha sido renovada empleando el modelo vagues (olas) con estructuras casi adheridas a la bóveda que sobrevuelan ambos andenes proyectando la luz en varias direcciones.
La señalización por su parte usa versión modernizada de la tipografía CMP donde el nombre de la estación aparece sobre un fondo de azulejos azules en letras blancas. Por último, los asientos son sencillos bancos de madera.